# 陈炳宇
陈炳宇（1918年—2003年2月10日），蒙古族，蒙古名青巴图，出生于綏遠特別區土默特旗（今内蒙古自治區包头市土默特右旗）什连气村，中华人民共和国政治人物，曾任内蒙古自治区政协副主席，第七届全国政协委员。